# نوكيا 6265

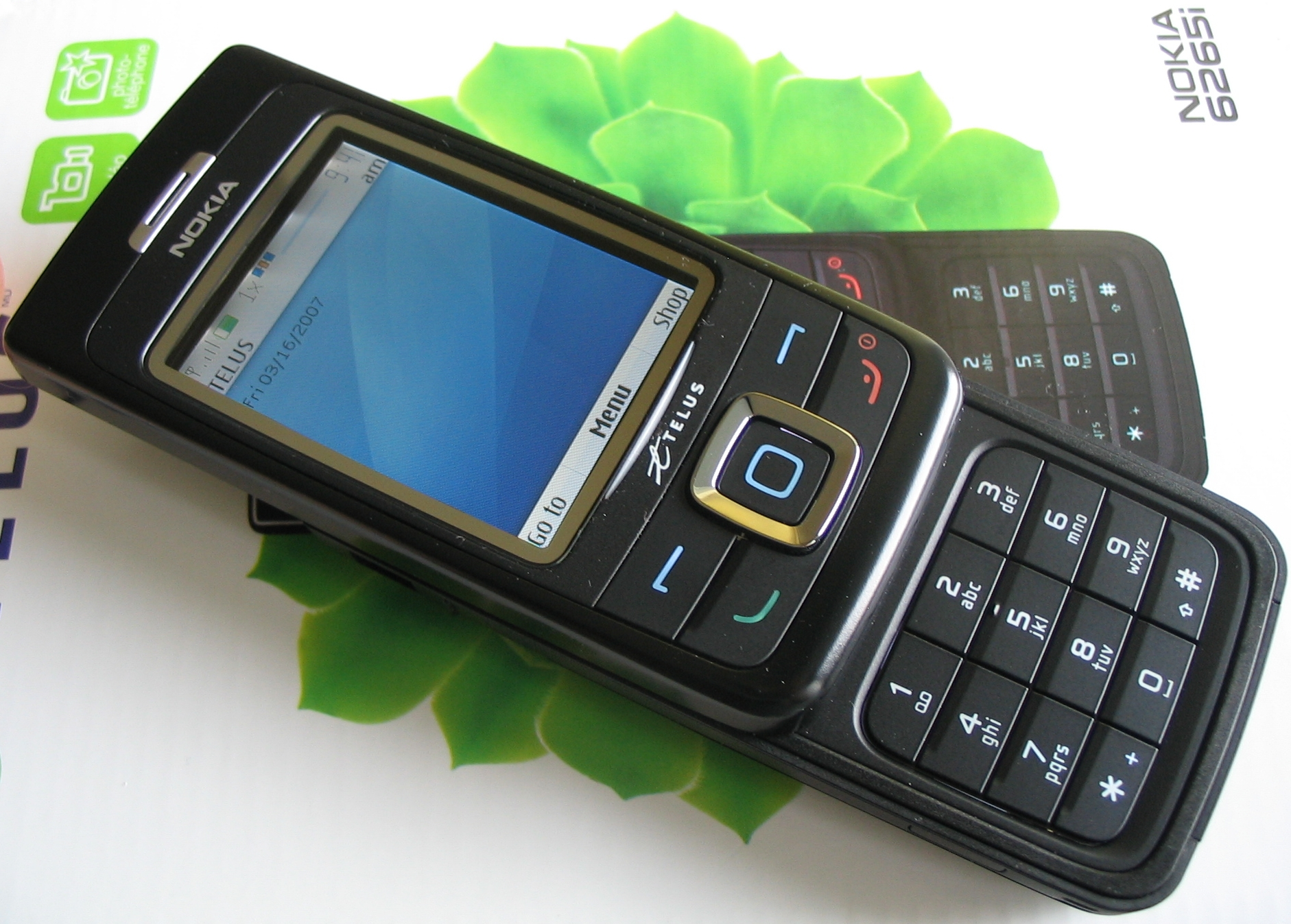
نوكيا 6265

نوكيا 6265 هو أحد أجهزة نوكيا، شركة الهواتف والتقنية النقالة. يأتي هذا الجهاز مع شاشة نوعها 320 * 240 18-بت (262,144) لون. تم إصدار هذا الجهاز في 2005. أما بالنسبة لوضعية إنتاجه الحالية فلم يعد يتم إنتاجه. تقنيته/تردده هي سي دي إم أيه 2000. جيل الجهاز هو DCT4. عامل الشكل (التصميم) للجهاز هو «منزلق». الجهاز يحتوي على كامير نوعها: 2.0 ميغابيكسل.